# Lalbarède
Lalbarède is een voormalige gemeente in het Franse departement Tarn (regio Occitanie) en telde 264 inwoners (1999). De plaats maakt deel uit van het arrondissement Castres.
In 2007 fuseerden Guitalens en Lalbarède. De nieuwe fusiegemeente kreeg de naam Guitalens-L'Albarède.

## Geografie
De oppervlakte van Lalbarède bedraagt 3,7 km², de bevolkingsdichtheid is 71,4 inwoners per km².